# Peñas de San Pedro
Peñas de San Pedro er en by og kommune i det sydøstlige Spanien i provinsen Albacete. Den har et indbyggertal på 1.466 (2024) indbyggere.